# Prawec (komputer)

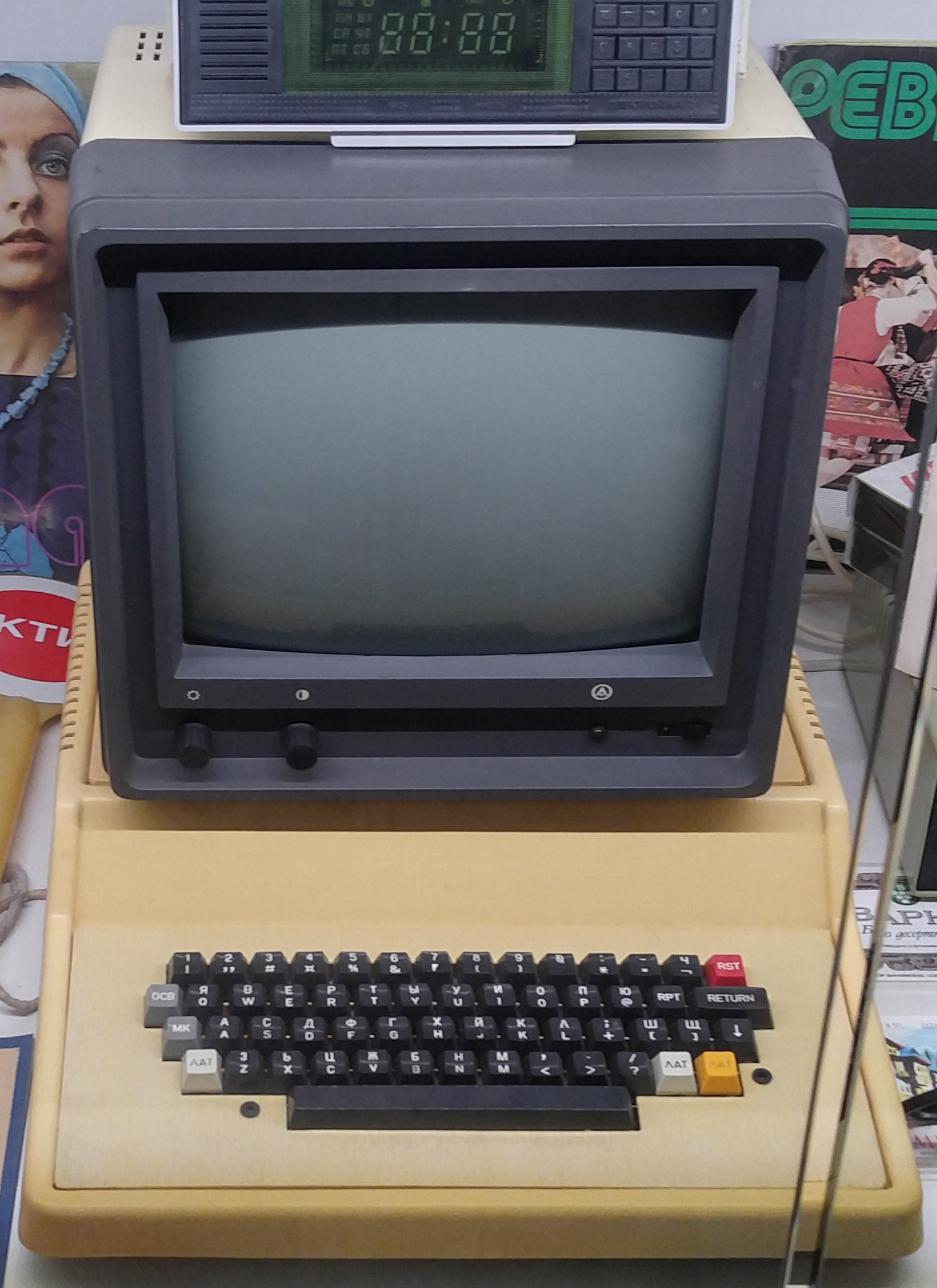
Komputer Prawec-82

Prawec (cyrylicą Правец, także PRAVEC, ang. Pravetz) – marka bułgarskich komputerów osobistych składanych w miasteczku Prawec w obwodzie sofijskim z bułgarskich i importowanych komponentów. Składała się z dwóch serii, opartych na procesorach 8-bitowych (najczęściej na bazie architektury Apple II) oraz 16-bitowych (architektura IBM PC). Seryjnie produkowane w latach 80. i 90. XX wieku, komputery Prawec popularyzowały informatykę w Bułgarii trafiając do domów i klubów komputerowych, a także w krajach eksportu, w tym w ZSRR.

## Historia
W latach 70. XX wieku Bułgaria rozwinęła przemysł elektroniczny dzięki przekazaniu jej przez RWPG roli koordynatora w produkcji i rozwoju robotów przemysłowych w bloku wschodnim. Praca nad komputerem osobistym rozpoczęła się w 1978 (lub 1979) roku. Pierwszy komputer pod nazwą IMKO-1 (od Indywidualny MikroKOmputer), wzorowany na Apple II i wyprodukowany pod kierownictwem Iwana Marangozowa w Instytucie Cybernetyki Technicznej i Robotyki (Институт по Техническа Кибернетика и Роботика) Bułgarskiej Akademii Nauk, zaprezentowano w roku 1980. W 1980 roku wyprodukowano jedynie trzy sztuki IMKO-1, zaś w następnym roku kolejne pięćdziesiąt. W 1982 roku wytworzono kolejną wersję, IMKO-2, na bazie której ruszyła produkcja masowa w 1983 roku. W 1984 roku ruszyła produkcja komputerów profesjonalnych Prawec-16. Udało się ją rozwinąć pomimo embarga CoCom na dostawę pewnych komponentów technicznych z krajów zachodnich do Europy wschodniej, które Bułgarom udawało się omijać znajdując chętnych eksporterów.
Produkcję seryjną komputera rozwijającego projekt IMKO-2, już pod nazwą Prawec-82, umieszczono w miasteczku Prawec (od którego komputery wzięły nazwę), miejscu urodzin bułgarskiego komunistycznego przywódcy Todora Żiwkowa. Produkcja urządzeń peryferyjnych i części komponentów odbywała się w licznych bułgarskich zakładach: m.in. w Starej Zagorze (DZU – największy producent dysków w krajach RWPG, działający też po upadku ZSRR), Pazardżiku, Płowdiw, a w zakładach analitycznych w Michajłowgradzie (obecnie Montana) produkowano monitory.
W 1984 roku osiągnięto produkcję 5 tysięcy egzemplarzy rocznie i planowano 12 tysięcy komputerów w roku kolejnym. Po krótkiej przerwie w 1985 roku nastąpił okres prędkiego wprowadzania kolejnych modeli, produkowanych w dużej mierze na eksport, przede wszystkim do ZSRR. Planowano wówczas produkcję 100 000 komputerów rocznie, którego to poziomu jednak nigdy nie osiągnięto – w szczycie produkcji Bułgaria miała wytwarzać 60 000 komputerów rocznie (co miało stanowić 40% produkcji całego bloku wschodniego), przy udziale ponad 300 000 zatrudnionych w bułgarskim przemyśle elektronicznym i całej jego produkcji wartej ponad 8 mld rubli rocznie.
Komputery Prawec przyczyniły się do popularyzacji informatyki w Bułgarii: pierwszy klub komputerowy wyposażony w komputery Prawec-82 powstał w drugiej połowie 1984 roku w Sofii, a już w pierwszym miesiącach kolejnego roku w Bułgarii znajdowało się 28 takich klubów, a 350 było w budowie. W 1986 roku w klubach korzystano już z 1500 komputerów Prawec-82, a w Bułgarii tworzono gry i inne oprogramowanie. W 1987 roku działało 530 klubów o różnej wielkości.

## Modele

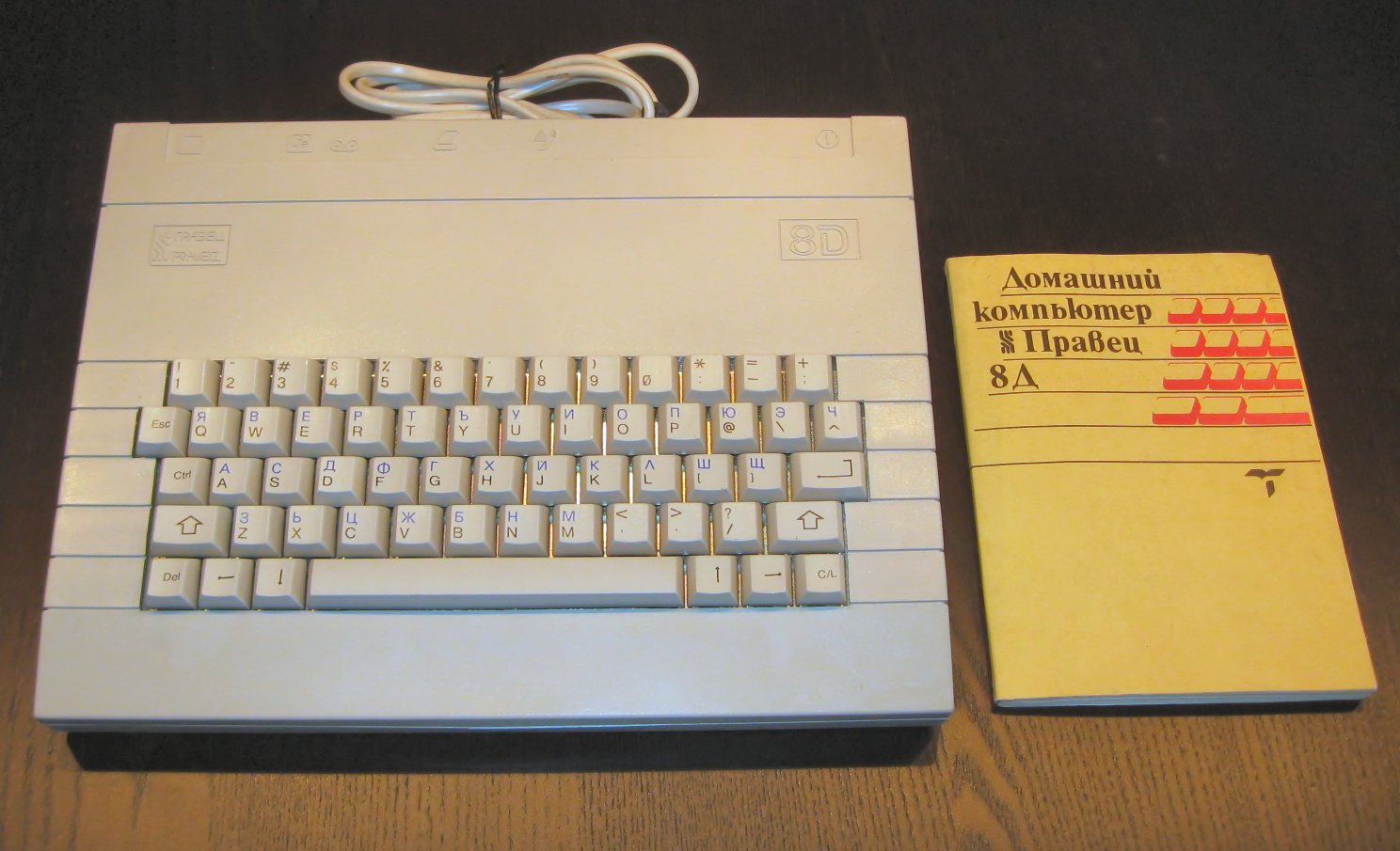
Domowy komputer 8-bitowy Prawec-8D z instrukcją obsługi

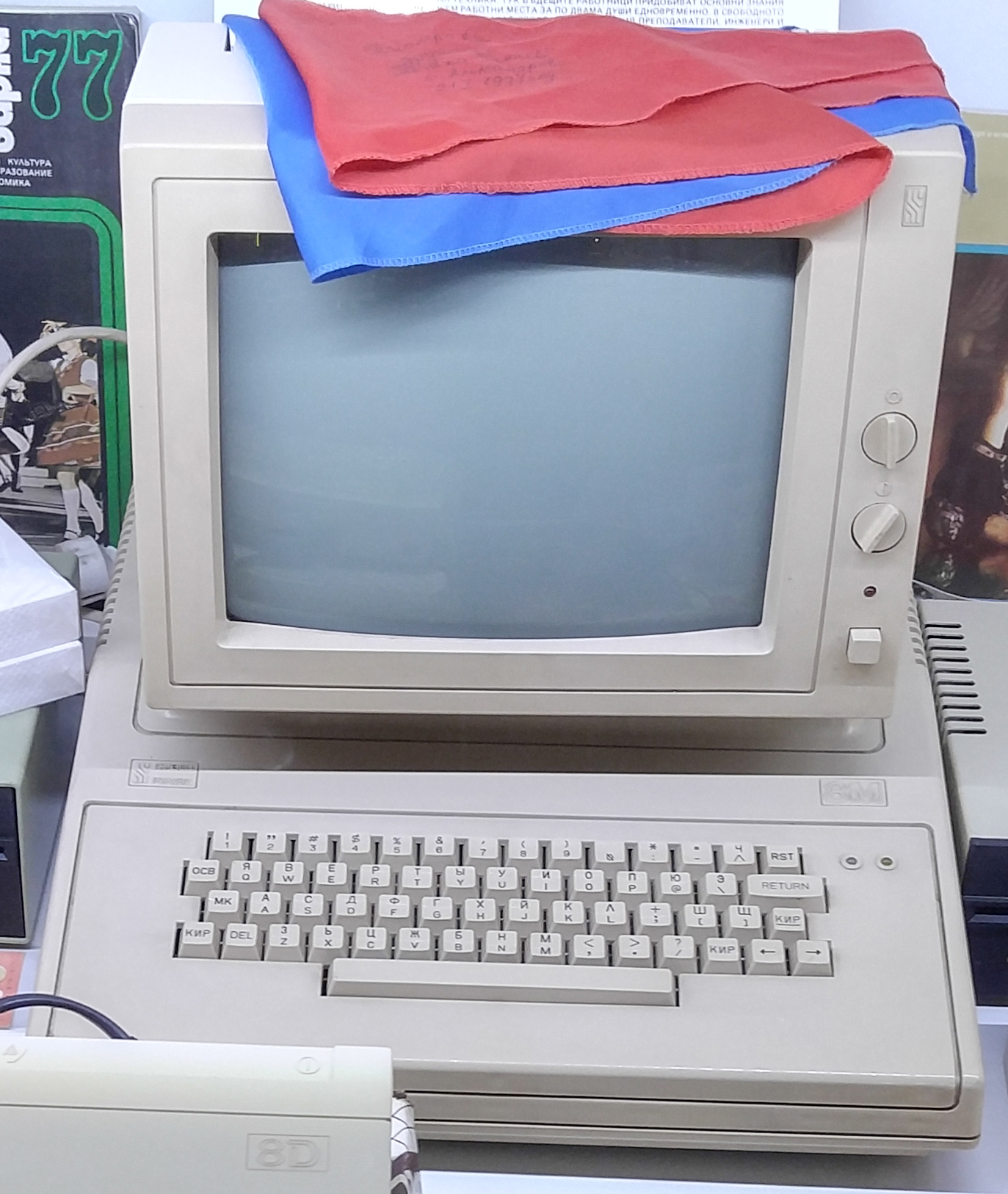
Model dwuprocesorowy Prawec-8M

### Komputery 8-bitowe

#### Kompatybilne z Apple II
- IMKO-1: pierwszy bułgarski komputer osobisty. Procesor: bułgarski klon MOS Technology 6502 taktowany z częstotliwością 1 MHz, 48 kB RAM i 12 kB ROM, pamięć masową zapewniał magnetofon kasetowy[10][11].
- IMKO-2: drugi bułgarski mikrokomputer, wyprodukowano paręset egzemplarzy. Analog Apple II Plus[4]. Procesor klon 6502, 48 kB RAM i 12 kB ROM, jedna lub dwie stacje dyskietek 5,25 cala[10].

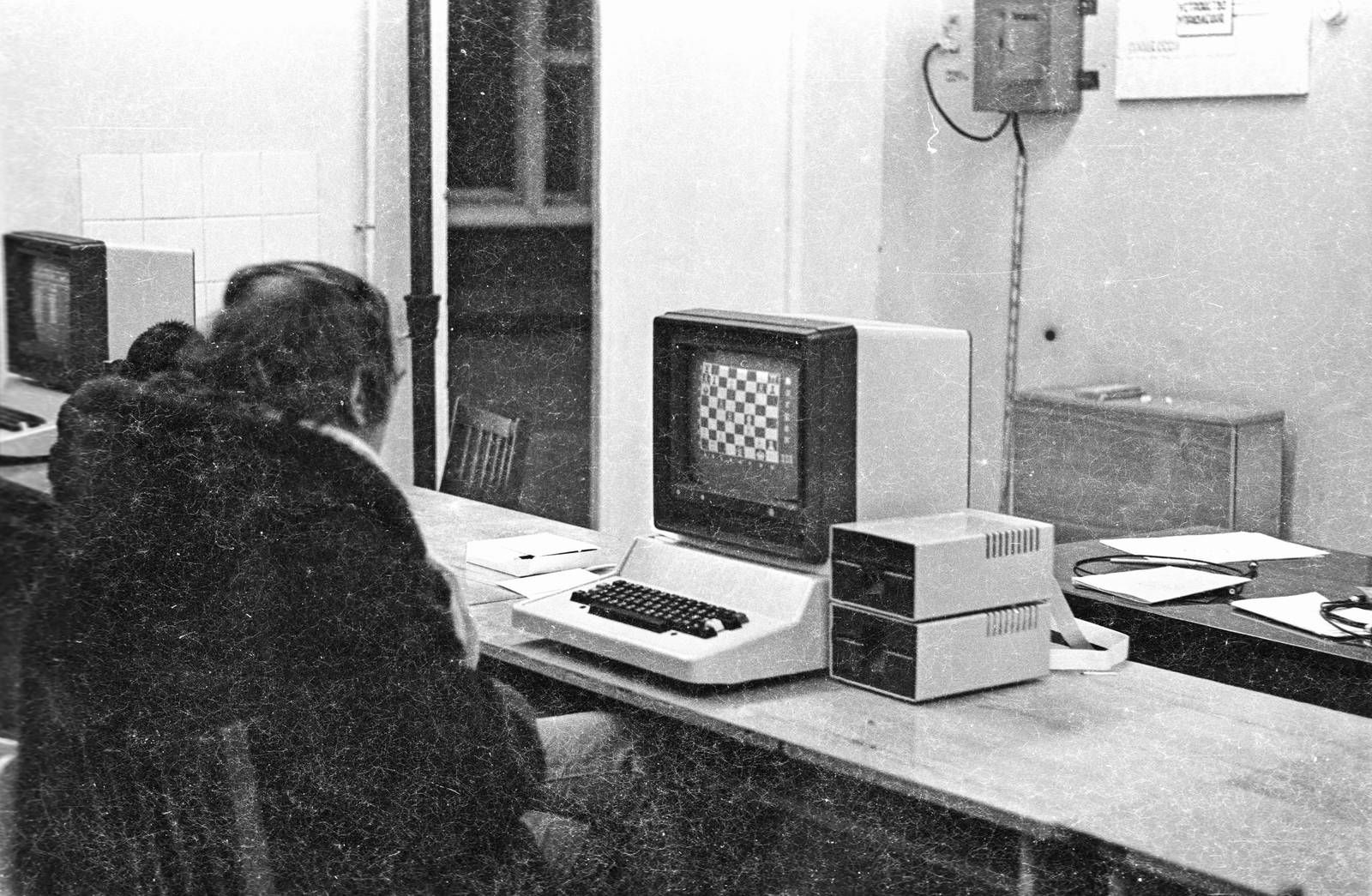
Komputer Prawec-82 w sali szkolnej w Rosji

- Prawec-82: trzeci bułgarski mikrokomputer, pierwszy masowo produkowany (od 1983 do 1986 roku). Rozwinięcie IMKO-2. Procesor Synertek 6502 1MHz. 48 kB RAM rozszerzalne do 64 kB, 12 kB ROM. Analog Apple II Plus[4][12].
- IMKO-3: produkowany w 1984 roku, procesor SM 600 (CM600, odpowiednik R6502). 64 kB RAM i 8 kB ROM[13].
- Prawec 8M: komputer o przeznaczeniu wojskowym. Dwa procesory: SM 630 (CM630, bułgarski klon 6502 taktowany częstotliwością 1,018 MHz – a także Z80A taktowany 4MHz). 64 kB DRAM oraz 16 kB ROM. Mógł pracować z systemem operacyjnym CP/M[11][10].
- Prawec 8A: produkowany w latach 1986–1988. Procesor SM 630, pamięć 64 kB rozszerzalna do 1 MB (1080 kB), dostępna w 64 kB oknach, 16 kB ROM. Jedna lub dwie stacje dyskietek 5,25 cala. Tryby tekstowe (40x24, przy 128 kB RAM 80x24) i graficzne (40x48, 80x48 przy 128 kB RAM; 280x192, 560x192 przy 128 kB RAM). Dwa różne warianty klawiatury[10][14][15].
- Prawec 8E: model przemysłowy z 1985 roku oparty na Prawec-82, wzbogacony o pewne rozszerzenia pamięci. 64 kB RAM, 16 kB ROM. Analog Apple IIe[10][4][15].
- Prawec 8C: rozwinięta wersja modelu Prawec 8A, produkowana w latach 1989–1994. Wycofano gniazdo rozszerzeń pamięci RAM, w zamian integrując z płytą główną dodatkowe 64kB RAM co dawało zintegrowane 128 kB RAM bez możliwości rozszerzenia. Model fabrycznie wyposażono w wiele dodatkowych kart rozszerzeń, m.in. kontroler dyskietek, kontroler portu RS-232, portu równoległego oraz 80-kolumnowej karty graficznej – z tego powodu mimo gęstszego upakowania komponentów posiadał tylko 3 wolne gniazda rozszerzeń. Popularna wersja w domach i szkołach na początku lat 90.[16][17]
- Prawec 8S: produkowany w latach 1990–1994. Procesor SM 630, 128 kB RAM rozszerzalne do 1 MB, 16 kB ROM, 1 lub 2 stacje dyskietek 5,25 cala, kontroler dysku twardego. Praca z DOS. Wyprodukowano niewielką liczbę egzemplarzy[18].

#### Niekompatybilny z Apple II
- Prawec 8D: produkowany w latach 1985–1992 komputer o przeznaczeniu domowym (stąd „D” w nazwie). Kompatybilny z Oric-1 i Oric Atmos zaprojektowanych przez brytyjskie przedsiębiorstwo Tangerine Computer Systems Ltd. Procesor 6502 taktowany 1 MHz. 48 kB RAM, 16 kB ROM. Magnetofon kasetowy, możliwość podłączenia stacji dyskietek. Wyświetlacz: tryb tekstowy 40x28 (8 kolorów), tryb graficzny 240x200 (8 kolorów + 3 linie tekstowe). Model tańszy od pozostałych, przeznaczony do podłączenia do telewizora[19].

### Komputery 16-bitowe
- IMKO-4: komputer 16-bitowy opracowany w 1984 roku. Procesor Intel 8088, 256-512 kB RAM i 16 kB ROM[1][13].
- Prawec-16: oparty na IMKO-4 analog wprowadzonej rok wcześniej architektury IBM PC/XT. Produkowany od 1984 do 1988 roku. Procesor Intel 8088 4,77 MHz, 256 lub 512 kB RAM (rozszerzalne do 640 kB), 64 kB ROM z wbudowanym BASIC ładowanym do pamięci przy braku systemu operacyjnego. Dysk twardy 5, 10 lub 20 MB. Tryb graficzny 320x200 lub 640x200 CGA. Najmocniejszy komputer 16-bitowy produkowany w 1984 roku w Prawcu[13][20][21][22].
- Prawec-16A: 8088 4,77MHz, bez ROM z BASIC, stacja dyskietek, 5MB dysk twardy[21][22][23].
- Prawec 16H: procesor NEC V20 8 MHz (zgodny z 8088, lecz od niego szybszy), stacje dyskietek 5,25 cala i 3,5 cala, 20 MB dysk twardy[3][22][24].
- Prawec 16E/ES (także IZOT-1839): produkowane od 1988 roku. Procesor NEC V20 8 MHz (zgodny z 8088, lecz od niego szybszy), 640 kB RAM (wg innego źródła 1 MB RAM), 20 MB dysk twardy[25][22].
- Prawec 16T (jak Turbo): procesor 8088 10 MHz, dwie stacje dyskietek, 20 MB HDD[23][22].
- Prawec 16S[23]
- Prawec 286: produkowany od 1988 roku, procesor Intel 80286[23].

### Komputery 32-bitowe
- Prawec 386: produkowany od 1989 roku. Procesor Intel 80386SX. 128kB ROM. Stacja dyskietek 5,25 cala, dysk twardy. Kontroler graficzny kompatybilny z CGA i EGA (rozdzielczość do 640x350x16 kolorów)[26].

## Reaktywacja marki
W 2014 roku wyszedł ultrabook pod marką Prawec-64M. Komputer wyposażony w 14-calowy ekran oferowano z różnymi procesorami Intela i dyskami SSD. Obok ultrabooka pod marką Prawec sprzedawano też smartfony. W 2018 roku autor reaktywacji marki Bojko Wuczew wystawił firmę na sprzedaż deklarując poszukiwania większego inwestora.